# 依西肯乡
依西肯乡，是中华人民共和国黑龙江省大兴安岭地区塔河县下辖的一个乡镇级行政单位。

## 行政区划
依西肯乡下辖以下地区：
依西肯村、新东屯村和瓦干村。